# 佐藤和哉 (篠笛奏者)
佐藤 和哉（さとう かずや、1981年11月24日 - ）は、日本の篠笛（しのぶえ）奏者、作曲家。佐賀県唐津市出身。佐藤の篠笛は、自分の心と素直に向き合い、自身の経験・感情から生まれる旋律を笛で唄うように表現することに一貫している。素朴で優しく、しかし芯のある音色で唄いあげる“詩のない歌”は、聴く者に懐かしさや温かさ、優しさを感じさせ、その作品の数々は「二十一世紀ノスタルジア」と評される。代表曲は、 ゆず「雨のち晴レルヤ」がモチーフとして採用した「さくら色のワルツ」。同作を原曲に「雨のち晴レルヤ」が完成し、NHK朝ドラ『ごちそうさん』の主題歌となる。

## 略歴
佐賀県唐津市生まれ。幼少の頃、地元のお祭“唐津くんち”で笛と出会う。中学2年で曳山囃子保存会主催の練習会に入りお囃子を学び、横笛に夢中になる。ピアノ、ドラム、ギター弾き語りなど音楽に没頭する少年期を過ごし、高校生の頃はシンガーソングライターを夢見るようになる。
大学時代に、篠笛が自分の音楽を表現するのに最も適していると悟り、プロの和太鼓集団での修行を経て、2012年の国宝・薬師寺東塔解体式典「宝珠降臨法要」での献笛を機に、篠笛奏者の道を歩み始める。
作曲家としての活動も展開し、2013年NHK連続テレビ小説『ごちそうさん』主題歌「雨のち晴レルヤ」（ゆず）には、モチーフとして自身作曲の「さくら色のワルツ」が採用され、作曲に携わる。また同作は、2014年第56回日本レコード大賞優秀作品賞を受賞。
2016年には、佐賀県嬉野市の市曲「ふるさとの空よ」を作詞作曲し、“嬉野こころ大使”にも就任。
2017年には、ゆず北川悠仁氏との共作曲「誓いの空」がゼクシィ和婚特集のテーマ曲に採用される。また、映画「本能寺ホテル」や「花筐」（大林宣彦監督)などに音楽で参加。
2018年には佐賀県立嬉野高等学校の校歌を作詞作曲、2019年には篠笛教本を監修・出版し、2020年のコロナ禍では様々なオンラインサービスを開始するなど、常に新しい挑戦を続けている。
2021年には、国宝・薬師寺東塔の修繕完了を記念して作曲した「瑠璃色の光」が、薬師寺公式ホームページの動画に採用される。

## 人物
- 唐津の海辺に生まれる。子どもの頃、海岸から見える魚やヒトデなどに夢中になり、毎日のように夕焼けの波のきらめきを見て育った[5]こともあり、今でも海や自然が大好きである。
- 幼いころから現在に至るまで地元の祭り“唐津くんち”をこよなく愛している。中学2年の時、曳山囃子保存会主催の練習会に入り横笛を吹き始めたことが、篠笛奏者を志す原点となった。ファーストアルバム『ふうちそう』には、「唐津囃子変奏曲」や「たてやま囃子」、そして、唐津の鏡山から眺める景色を思いながら松浦佐用姫伝説をモチーフに作った曲「舞姫」等が収録されている。このことからも、地元唐津への郷土愛が並々ならぬものであることが伝わってくる。“唐津大使”(後の唐津観光大使)でもある佐藤は、「（唐津の）外に出て唐津の素晴らしさを知り、唐津をいとおしむ曲を書くことで全国に“ふるさとを大切に思う心”を広めていきたい」[6]と語っている。
- 束ねた長髪に「笛衣（ふえごろも）」と称する衣装に身を包んだ姿は、若武者のような雰囲気を醸し出している[7]。いつ曲のインスピレーションが降りてきても応えられるように外出の際はできるかぎり笛を持ち歩き、篠笛にしっくりくるような、自然と溶け合うような服装を選んでいる、という[8]。
- 自然や季節の細やかな移ろいに心を動かされることが多く、SNSでは二十四節気の節目ごとに、自らの感性で切り取った写真や動画、手記、即興演奏等を発信している。また「笛で景色を彩る全国観光大使」を目指しており、地元や日本各地の美しいと感じた情景に笛の音を重ねて配信することができるオンラインサロンでは、“篠笛奏者として一番やりたかった事が実現している”という[2]。（2021年12月からはオンラインサロンからオフィシャルファンクラブへと移行。）
- 曲作りにあたっては“自分が感動することが第一”であり、例えば心動かされる風景に出会ったとき、どのようなBGMが流れたらこの景色がもっと引き立つだろうか、と思いを巡らせるという。そして頭に浮かんだ旋律を口笛や鼻歌でたどり、録音したものをしばらく寝かせたりしながらメロディを作り上げていくことが多い[9]。
- 中学校ではブラスバンド部でパーカッション（主にドラム）を担当し、高校では弓道部に所属していた[10]。今も大切にしている“姿勢や呼吸、所作、作法”の大切さは弓道で学んだことが多い、と後に語っている。
- 大学では哲学科を専攻し、芸術哲学や音楽美学を学んだ。“感心”と“感動”の違いなどに考えを巡らせ、最終的には“心をどれだけ込められるか”[9]が大事だと改めて認識し、そのことは現在の演奏スタイルにつながっている。
- 書や絵画も堪能で、サインやメッセージを達筆で書いたり、オリジナルデザインの干支色紙を毎年発表したりしている。また、和歌も嗜み、コンサートでは演奏曲に自作の和歌を添えることもある。
- 2021年夏には唐津焼の中里太郎右衛門陶房に10日ほど弟子入りし、粘土の採取から作陶、窯焚き・窯出しまで体験し、唐津焼を現す笛独奏曲「火具土(かぐつち)」を制作した。
- 2021年秋には茶道も習い始め、"今までなんとなくやってきたことが腑に落ち、清風が通り、目から鱗が落ちるような感覚で、とても面白い。笛の道に新たな色が加わりそう"だと言っている[11]。
- 電子音や自然の音、おりん(仏具)の音色を取り入れた“日本の美しい情景を「音」で見立てた環境音楽”を制作[2]するなど、篠笛の可能性と自身の表現の可能性を常に意欲的に広げている。

## 出演

### テレビ
- 『第64回NHK紅白歌合戦』（2013年12月31日）
- 『第56回日本レコード大賞』（2014年12月30日）
- 『題名のない音楽会』[12]（2016年7月10日）
- NHK BS『昭和の歌人たち』（2016年9月25日）
- BSジャパン『にっぽん演歌の夢祭り』（2017年4月15日）
- NHK『SONGS』（2017年4月27日）‐ ゆず「雨のち晴レルヤ」サポート参加
- BS TBS『由紀さおりの素敵な音楽館』（2017年5月5日、12日）
- NHK BS プレミアム『新・BS日本のうた』（2017年11月19日）-氷川きよし、田川寿美と共演。
- NHK Ｅテレ『にっぽんの芸能〜多彩なる笛の世界〜』（2018年6月29日）
- WOWOW PLUS MUSIC『妹尾武「真夜中のピアニスト』（2018年12月21日）
- TBS『COUNTDOWN TV』（2020年2月29日）‐ ゆず「花咲ク街」サポート参加
- NHK『うたコン』（2020年3月3日）
- テレビ朝日『ミュージックステーション』（2020年3月6日）
- NHK『SONGS』（2020年3月7日）
- NHK BS プレミアム『新・BS日本のうた』（2020年3月8日）-川野夏美と共演。
- BS11/KBS京都(関西地区)『京都夜桜生中継2020〜画家たちも愛した日本のこころ〜』（2020年3月28日）
- フジテレビ『ミュージックフェア』（2020年4月4日）‐ ゆず「花咲ク街」サポート参加
- 『第71回NHK紅白歌合戦』（2020年12月31日）‐ ゆず「雨のち晴レルヤ〜歓喜の歌　紅白SP〜」サポート参加
- NHK Ｅテレ『新・にっぽんの芸能〜春らんまん 花見の宴〜』（2022年4月22日）
- BS11/KBS京都『京都夜桜生中継2025〜桜と名宝を訪ねて〜』（2025年3月27日）

### CM
- ユニクロ『2015アウターコレクション』（2015年） ‐ マーク・ターナーと共演

### 舞台
- 『オンディーヌ』水の精(ベルトラン役)（2022年12月、2023年1月）

### ラジオ
- FM佐賀『佐藤和哉Wind Scape～風の情景～』（2015年11月 -2020年10月） - 毎週木曜15：55～16：00担当
- 出演は、『ラジオ深夜便』『すっぴん！』『楽器楽園〜ガキパラ〜for all music-lovers』『NAOTOな音』『Blue Ocean』『HEALING VENUS』『Nutty Radio Show THE魂』『SOUND PUREDIO presents音解オトトキ』『SEIKO Presents 松下奈緒 Sound Story』『PRIME STYLE FRIDAY』『バタフライエフェクト』など多数。

### インターネット
- MUSIC SHARE 第46回on LINE LIVE[13][14]（2016年3月22日）
- 『豊臣秀吉も愛した醍醐寺の桜』京都・醍醐寺よりライブ配信（2020年3月31日）

## 主なライブ

### ゲスト出演・サポート参加
- ゆず　アリーナツアー2014「新世界」[15] ‐ サポートミュージシャンとして参加
- ゆず　ゆずの輪 presents にっぽんのうた 2015 ‐ サポートミュージシャンとして参加
- 神野美伽　特別公演（2016年12月） ‐ ゲスト出演
- 妹尾武　Acoustic Piano Night 東京クリスマス2016 ‐ ゲスト出演
- 日本縦断 にっぽん演歌の夢まつり 2017(大阪)[16] 、2024(金沢)‐ ゲスト出演
- ゆず　ゆずの輪 presents 夏祭り 杜の音 2017 ‐ サポートミュージシャンとして参加
- 中川晃教コンサート2017~Seasons of love~ ‐ ゲスト出演
- お〜いお茶 世界遺産劇場『ゆず プレミアムLIVE』2017 ‐ ゲスト出演
- 上妻宏光コンサート-和心伝心-《其ノ四》若き和の賢者達（2018年1月） ‐ ゲスト出演
- 三山ひろし　特別公演（2018年7月） ‐ ゲスト出演
- お〜いお茶 『ゆずフレッシュLIVE』2018 ‐ ゲスト出演
- 上妻宏光Concert“和心伝心”-Acoustic Tour-（2019年7月，8月） ‐ ゲスト出演
- ゆず　ゆずの輪 presents 夏祭り 杜の音 2019 ‐ サポートミュージシャンとして参加、オープニングアクトも務める
- お〜いお茶 『和フェス』2019 ‐ ゲスト出演
- KOBUDO -古武道- 古武道新年会vol.6-初春の狂詩曲(ラプソディー)-（2020年1月） ‐ ゲスト出演
- 木村大(ギター)×佐藤和哉(篠笛)〜新年はれの日、君に逢いたいvol.5〜-（2022年1月） ‐ ゲスト出演
- ゆず　ゆずの輪/ゆず友 presents「夏祭り 杜の音 後夜祭〜ゆずっこを想う〜」(2022年8月) ‐ サポートミュージシャンとして参加

### 単独公演
- 全国ツアー「さくらの旅路」 - 名古屋・京都・福岡・大阪・仙台・横浜の6都市で開催（2015年3月～5月）
- 「篠笛奏者 佐藤和哉アコースティックLIVE with妹尾武（ピアノ）」 - 京都・山口・名古屋で開催（2016年9月）
- 『フエウタイ』CD発売記念ライブツアー - 大阪・福岡・東京・地元佐賀県唐津で開催（2016年11月～2017年4月）
- 「春のウタ」アコースティックコンサートwith KOHKI（ギター） - 東京・新潟・仙台・大阪・名古屋で開催（2017年4月～5月）
- 「夏のウタ」アコースティックコンサートwith妹尾武（ピアノ） - 佐賀・大阪・東京で開催（2017年7月）
- 「秋のウタ」コンサート2017 with KOHKI（ギター） - 福岡・京都・東京で開催（2017年10月～11月）
- New Album『唄の音』発売記念コンサート - 福岡・東京・大阪・横浜・神戸・京都・名古屋・地元佐賀県唐津で開催（2018年2月～4月）
- 2018年はテーマを「一期一奏」と銘打ち、趣きのある場所での公演を全国各地で開催。アコーディオニスト田ノ岡三郎をゲストに迎えての「一期一奏」コンサートは、埼玉・京都・佐賀で開催（2018年8月）
- 「冬のウタ」アコースティックコンサートwith妹尾武（ピアノ） - 東京・大阪・名古屋・福岡で開催（2019年1月〜3月）
- 「秋のウタ」コンサート2019 with妹尾武（ピアノ） - 名古屋・大阪・福岡・東京・横浜で開催（2019年11月）
- NEWアルバム『唄の音2』発売記念コンサートwith妹尾武（ピアノ）- 東京・大阪・福岡・名古屋で開催（2020年2月）
- 「六弦仙人と笛吹小僧」佐藤和哉コンサートwith KOHKI（ギター）- 東京で開催（2020年8月）
- MUSISION presentsリビコン【streaming + (配信)】佐藤和哉with妹尾武スペシャルコンサートin世界遺産・奈良薬師寺食堂(2020年10月25日、11月1日)
- 佐藤和哉　篠笛コンサート〜笛うたう　庭園と緑と春風と〜- 京都・本法寺で開催（2021年4月3日）
- 佐藤和哉　篠笛コンサートwith田ノ岡三郎（アコーディオン） - 長崎・福岡・東京で開催（2021年5月〜6月）
- 「薄暑の爽緑と笛の遠音」 - 京都・祐斎亭（2021年6月26日）
- 「嵐峡の響き〜舟遊びと宵遊び〜」 - 京都・嵐山（2021年10月24日）
- 「〜花ノ宴〜」Peatix liveオンライン配信(2022年4月17日)-4月3日に京都・本法寺にて撮影観覧あり。
- 新アルバム『○ en』発売記念コンサート- 京都で開催（2022年4月）
- 湯布院 梅園 宿泊演奏会「温泉にて、篠笛を聴く」- 大分で開催（2022年4月）
- 「唐津焼楽曲完成LIVE第ニ弾〜唐津焼を知る〜」- 唐津（2022年8月20日）
- 篠笛奏者 佐藤和哉 10周年記念コンサート『軌跡の奏で』with妹尾武（ピアノ）、KOHKI(ギター)- 京都・福岡・東京（2022年9月〜11月）
- 『花奏風月』with妹尾武（ピアノ）- 京都（2023年4月8日）

### 出演イベント
- 和League[17]ヨーロッパ公演：ドイツ、ノルウェー、マケドニア、コソボ、ルクセンブルク（2015年9月16日～28日）‐津軽三味線奏者はなわちえと、ピアニスト広田圭美と共演
- 空海劇場2015：三重・高野山（2015年10月25日）‐ 書道家 本田蒼風と共演
- 空海劇場2016：福岡（2016年11月3日）‐ 書道家 本田蒼風と共演
- Art Mix Japan2016、2017：新潟
- オハラ☆ブレイク‘16夏：福島県・猪苗代湖畔（2016年8月）
- 平安神宮「紅しだれコンサート」：京都（2017年4月6日）[18][19]
- 福岡縣護国神社　みたままつり 2013、2014、2015、2016、2017、2018、2019：福岡
- 太宰府天満宮 花菖蒲コンサート2015、2016、2017、2018、2019：福岡
- えんがわ音楽祭〜水の音コンサート〜2016、2018[20]、2019：奈良
- 佐賀さいこうフェス2016、2017、2018：佐賀
- 佐賀県伝承芸能祭(MCとゲスト出演)2018、2019、2020、2021、2022、2023：佐賀
- ムジークフェストなら2018、2019、2022：奈良（2018年5月24日 長谷寺、2019年6月4日 薬師寺、2022年6月1日 西大寺）
- ニッポンたからものプロジェクト-日本遺産×Live Art-波佐見公演：長崎（2019年3月10日）
- 鶴岡八幡宮　七夕まつり奉納演奏：鎌倉（2020年7月5日）
- 古典の日フォーラム2020～源氏物語の世界～：京都（2020年11月1日）
- 風音祭2021～聖徳太子の想いを添えて～：奈良・龍田神社（2021年9月18日）
- 想美奏彩～篠笛PIANOコンサート～：大阪（2022年11月20日）
- 平野神社 桜コンサート：京都（2022、2023）
- ASAGO芸術音楽祭：兵庫（2023）
- 円覚寺洪鐘弁天大祭：鎌倉（2023）
- 醍醐寺 秋季夜間拝観奉納コンサート：京都（2023年11月26日）

## 作品

### CDアルバム
- 『ふうちそう』（2013年5月25日）
- 『かなでの旅路』（2014年8月01日）
- 『フエウタイ』（2016年9月21日）
- 『唄の音』（2017年12月6日）
- 『唄の音2』（2019年11月27日）
- 『○ en』（2022年3月26日）

### CDシングル
- 「帰路の夕焼け」（2015年3月20日）

### 楽譜
- ふうちそう[21]
- さくら色のワルツ～全篠笛譜～[22]
- かなでの旅路[23]

### 書籍
- 『篠笛　上達レッスン〜技術と表現力を磨く50のポイント〜』(2019年11月30日，メイツ出版)

### 篠笛での参加作品
- ゆず「雨のち晴レルヤ」（2013年）
- ゆず「ユートピア」（2014年）
- NHKアニメ『境界のRINNE』（2015年 -2017年 ）
- SEKAI NO OWARI「ムーンライトステーション」（2015年）
- KOHKI『SEEDS CONFERENCE IN MUSIC』（2016年）
- 映画『本能寺ホテル』メインテーマ曲（2017年）
- 映画『花筐』大林宣彦監督（2017年）
- NHK総合ドラマ『昭和元禄落語心中』（2018年10月 -12月 ）
- ゆず「花咲ク街」（2020年）
- ダニーロ・ツヨシ「宙　〜solar〜」（2023年）

### 提供・採用曲
- ゆず「雨のち晴レルヤ」：モチーフ曲「さくら色のワルツ」（佐藤和哉作曲）
- ゼクシィ 和婚特集キャンペーン曲 「誓いの空」(佐藤和哉×ゆず 北川悠仁による共作曲)：モチーフ曲「文と風鈴」（佐藤和哉作曲）
- 熊野本宮大社　瑞鳳殿テーマ曲：「古道」（佐藤和哉作曲）
- 佐賀県制作「さが祭時記まつりびと」：オープニング曲「蒼風 特別Ver.」(2015年-2017年版)「アマカケル」(2018年版-)、挿入曲「秋の小道」、エンディング曲「雲路の果て」
- 佐賀県嬉野市市曲：「ふるさとの空よ」[24]（佐藤和哉 作詞作曲）なお同曲は嬉野市の時報として１日に3回、市内に流れている。
- 佐賀県立嬉野高等学校 校歌：「若き命よ」(作詞作曲)
- 白石町立白石中学校 校歌 ：「拓くこの道」 (作詞作曲)
- MBSお天気部/春のテーマソング：「晴レウララfeat.渡和久」(作曲)
- 呼子くんち(佐賀県唐津市)：お囃子制作
- 奈良薬師寺 公式サイト動画楽曲：「瑠璃色の光」（佐藤和哉作曲）
- SAGAアスリート応援サウンド：「Ｗow‼︎(ウォゥ」（作詞 佐藤和哉／作曲 佐藤和哉・KOHKI）
- 伝統芸能×光の演出舞台『ZIPANG』の第ニ場OSK日本歌劇団 の舞踏場面における劇伴制作、および「アマカケル」(佐藤和哉作曲)の採用
- 『三越伊勢丹2016ジャパンセンスィズ～うみの美～』のキャンペーンミュージック：「虹の鼓動」

## その他
- 佐賀県唐津市「唐津大使」就任（2016年3月28日 - 2018年6月）[25]
- 佐賀県唐津市「唐津観光大使」就任（2018年6月27日 - ）
- 佐賀県嬉野市「嬉野こころ大使」就任（2016年6月6日 - ）[26]
- 奈良 薬師寺「玄奘三蔵会大祭」伎楽にて、主役の「三蔵法師」を務める。（2017年5月5日）

### コラボ経験のある主な楽器
ピアノ、ギター、トランペット、アコーディオン、サックス、チェロ、バイオリン、ハンドベル、ヘルマンハープ、グーダドラム、和太鼓、三味線、琴、篠笛、薩摩琵琶、胡弓、二胡、笙、等。

### コラボした形態
合唱、吹奏楽、お囃子、ビッグバンド、声明、日本舞踊、朗読、書道パフォーマンス、等。